# 郝上庠
郝上庠（？—1861年），直隶沙河县（今河北省沙河市）人，清朝将领。
道光十八年（1838年）戊戌科武進士，授蓝翎侍卫。道光二十六年（1846年），出任山东曹州镇标中营守备，累官武定营游击。咸丰四年（1854年），山东巡抚张亮基荐其署兗州镇总兵，以功擢参将。次年，山东巡抚崇恩疏请其摄登州镇总兵，以功叙沂州协副将。咸丰十年（1860年），署曹州镇总兵。次年，与捻军作战，兵败落职。同年十月战死。赏骑都尉兼云骑尉，祀昭忠祠。《清史稿》有傳。

## 延伸阅读
[在维基数据编辑]
 《清史稿·卷492》，出自趙爾巽《清史稿》